# Millom
Millom est une ville dans le comté de Cumbria en Angleterre, située à 79,1 kilomètres de Carlisle. Sa population est de 6 103 habitants (2001). Dans Domesday Book de 1086, elle est indiquée sous le nom de Hougun.

## Phares
Un ancien phare est toujours visible sur Hosbarrow Point, réserve naturelle de l'estuaire de la rivière Duddon.
Il a été remplacé en 1905 par un nouveau phare, restauré et remis en service en 2003.

## Sport
La ville se situe dans une région treiziste, le Cumbria. Elle possède le plus vieux club amateur de rugby à XIII, qui dispute fin janvier 2019 un match historique contre l’Étoile Rouge de Belgrade dans le cadre du premier tour de la Coupe d'Angleterre de rugby à XIII. Ce match bénéficie d'une couverture médiatique exceptionnelle, puisqu'il est diffusé par la BBC en streaming.

## Personnalités liées à la ville
- John A. Agnew (1949-), géographe américain d'origine britannique, professeur émérite de géographie à l'université de Californie à Los Angeles, y est né.
- Jimmy Settle (1875-1954), footballeur, y est né.
- Montagu Slater (1902-1956), poète, romancier, scénariste et librettiste, y est né.